# Kim Yu-jin (Taekwondoin, 2000)
Kim Yu-jin (koreanisch 김유진; * 17. Oktober 2000 in Danyang) ist eine südkoreanische Taekwondoin. Sie startet in der Gewichtsklasse bis 57 Kilogramm.

## Erfolge
Kim Yu-jin feierte ihren größten Erfolg bei den Junioren im Jahr 2016 in Burnaby mit dem Gewinn der Weltmeisterschaften in der Gewichtsklasse bis 49 Kilogramm. Sie sicherte sich international ihre erste Medaille bei den Erwachsenen drei Jahre später bei der Universiade in Neapel, bei der sie in der Gewichtsklasse bis 57 Kilogramm ebenfalls sogleich die Goldmedaille gewann. Es folgte der Titelgewinn bei den Asienmeisterschaften 2021 in Beirut, darüber hinaus gewann sie 2022 die Korea Open und 2023 die US Open. Bei den 2023 ausgetragenen Summer World University Games 2021 verteidigte sie erfolgreich ihren Titelgewinn aus dem Jahr 2019, während sie bei den ebenfalls 2023 ausgetragenen Asienspielen 2022 in Hangzhou nach einer Halbfinalniederlage gegen die Chinesin Luo Zongshi die Bronzemedaille gewann. 2024 sicherte sich Kim danke eines Sieges beim asiatischen Qualifikationsturnier zunächst die Qualifikation für die Olympischen Spiele 2024 in Paris, ehe sie in Đà Nẵng kurz darauf zum zweiten Mal Asienmeisterin wurde.
Bei den Olympischen Spielen erreichte Kim in ihrer Konkurrenz bis 57 Kilogramm nach einem 2:0-Auftakterfolg gegen Hatice Kübra İlgün aus der Türkei das Viertelfinale, in dem sie die Kanadierin Skylar Park ebenfalls mit 2:0 besiegte. Auch das anschließende Halbfinale gegen Luo Zongshi gewann Kim, diesmal mit 2:1. Im Finale gegen die Iranerin Nahid Kiani setzte sich Kim wiederum mit 2:0 durch, sodass sie als Olympiasiegerin die Goldmedaille erhielt.